# 韋伯斯特峰
70°28′S 65°25′E / 70.467°S 65.417°E
韋伯斯特峰（英語：Webster Peaks）是南極洲的山峰，位於麥克羅伯特森地，處於柯比山東南面6公里，屬於查爾斯王子山脈中波爾托斯山脈的一部分，澳大利亞探險隊根據空中照片繪入地圖，現時由南極條約體系管理。